# Linda Knowles
Linda Yvonne Knowles po mężu Hedmark (ur. 28 kwietnia 1946) – brytyjska, a później szwedzka lekkoatletka, specjalistka skoku wzwyż, medalistka mistrzostw Europy z 1962.
Zdobyła brązowy medal w skoku wzwyż na mistrzostwach Europy w 1962 w Belgradzie, za Iolandą Balaș z Rumunii i Olgą Gere z Jugosławii. Startując w reprezentacji Anglii zajęła 4. miejsce na Igrzyskach Imperium Brytyjskiego i Wspólnoty Brytyjskiej w 1962 w Perth. Odpadła w kwalifikacjach tej konkurencji na igrzyskach olimpijskich w 1964 w Tokio.
Zdobyła srebrny medal w skoku wzwyż na europejskich igrzyskach halowych w 1967 w Pradze. Również na letniej uniwersjadzie w 1967 w Tokio zajęła 2. miejsce w tej konkurencji.
Wyszła za mąż za szwedzkiego lekkoatletę Lennarta Hedmarka i odtąd reprezentowała Szwecję. Wzięła udział w mistrzostwach Europy w 1971 w Helsinkach, gdzie zajęła 23. miejsce w skoku wzwyż.
Była mistrzynią Wielkiej Brytanii (AAA) w skoku wzwyż w 1967 oraz wicemistrzynią w 1963, 1964 i 1965. Była również mistrzynią w hali w 1963 i 1967. Po zamążpójściu była mistrzynią Szwecji w skoku wzwyż w 1970 i 1971 oraz w pięcioboju w 1973, a w hali mistrzynią w skoku wzwyż w 1969, 1970 i 1971. Zdobyła również halowe mistrzostwo Norwegii w skoku wzwyż w 1970.
Czterokrotnie poprawiała rekord Wielkiej Brytanii w skoku wzwyż do wyniku 1,83 m (4 lipca 1971 w Gimo) i trzykrotnie rekord Szwecji do 1,77 m (29 września 1971 w Mayen).